# Leis de censura na internet
O uso de leis para censurar a internet tem crescido ultimamente, principalmente com a aprovação de leis que visam combates "fake news" e "discurso de ódio".
Em Março de 2017, a ONU e os organismos regionais de direitos humanos publicaram a Declaração Conjunta sobre Liberdade de Expressão e “Fake News”, Desinformação e Propaganda. A Declaração concluiu que criminalizar a partilha de informação baseada em ideias vagas e ambíguas, como “notícias falsas”, é incompatível com os padrões internacionais para à liberdade de expressão.

## Exemplos

#### Grécia
Em novembro de 2021 o parlamento da Grécia aprovou uma lei que alterou o código penal visando processar cidadãos gregos que difundam informações falsas durante a pandemia de COVID-19.
Segundo a lei qualquer cidadão grego que divulgue informações falsas sobre saúde pública poderá enfrentar 5 anos de prisão. Esta medida, juntamente com outras semelhantes a nível mundial, alarmou jornalistas e defensores dos direitos humanos, que afirmaram: "Afinal, quem decide o que constitui “notícia falsa”? E o que impede esta nova legislação de se tornar um instrumento de censura institucionalizada?"
O Journalists' Union of Athens Daily Newspapers (ESIEA), uma associação de jornalistas gregos, afirma que a nova alteração legal pode pôr em perigo o direito à liberdade de expressão e de imprensa e precisa de ser reescrita. Segundo a associação, a alteração legal sobre a “divulgação de notícias falsas” é demasiado vaga. A associação afirma tambem que os jornalistas podem ser responsabilizados criminalmente por expressarem as suas opiniões sobre a crise sanitária.

#### Bielorrússia
Seguindo a mesma linha, governo da Bielorrússia aprovou em 2018 uma lei de "combate as fake news" na internet do país. A Assembleia Nacional da Bielorrússia votou em 14 de junho de 2018 a segunda e última leitura do projeto de alterações que o governo afirma que lhe permitirão processar pessoas suspeitas de espalharem informações "falsas" na Internet.
Segundo o governo Bielorrússo “A adoção da legislação facilitará o fornecimento eficiente de segurança da informação e a aplicação do direito constitucional dos cidadãos de receber informações completas, precisas e oportunas”, disse Valyantsina Razhanets , vice-presidente da Comissão de Direitos Humanos e Relações Étnicas da assembleia e Mídia.
A lei de "combate as fake news" na Bielorrússia altera às leis de comunicação social do país e passará a exigir que os autores de todas as publicações e comentários em fóruns online fossem identificados e que os comentários fossem moderados pelos proprietários dos websites e isso permitiria que redes sociais e outros sites fossem bloqueados no país.
A Associação Bielorrussa de Jornalistas e os meios de comunicação independentes criticaram as alterações propostas à lei, tal como o Comité para a Proteção dos Jornalistas (CPJ), com sede em Nova Iorque, que afirmou que a legislação poderia “censurar ainda mais” os meios de comunicação no país.
A Coordenadora do Programa do CPJ para a Europa e Ásia Central, Nina Ognianova, disse em uma declaração de 8 de junho que o governo bielorrusso "aderiu ao movimento das 'notícias falsas' não porque queira proteger os cidadãos das falsidades, mas porque quer mais poder para decidir quais informações eles querem. receber."
Os críticos dizem temer que o governo autoritário do presidente Aleksandr Lukashenko use a lei como uma ferramenta para aumentar o controle sobre a Internet.

#### Venezuela
Em 2017, a Assembléia Constituinte da Venezuela aprovou a Lei Constitucional contra o Ódio, pela Coexistência Pacífica e pela Tolerância (Ley Constitucional contra el Odio, por la Convivencia Pacífica y la Tolerancia). A lei é controversa e tem sido criticada na Venezuela, cujos detractores salientam que se destina a penalizar a dissidência política, classificando-a como crime, que estabelece restrições à liberdade pessoal e que promove tanto a censura como a autocensura. Também se constatou a falta de poderes da Assembleia Constituinte para legislar, e a Assembleia Nacional da Venezuela declarou a sua nulidade "na rejeição do instrumento gerador de ódio e intolerância promovido por Nicolás Maduro e o constituinte fraudulento", estabelecendo que a lei viola artigos 49, 51, 57, 58, 62, 68 e 202 da constituição venezuelana.
O Relator Especial para a Liberdade de Expressão da Comissão Interamericana de Direitos Humanos (CIDH) expressou sua preocupação porque a lei “estabelece sanções criminais exorbitantes e poderes para censurar a mídia tradicional e a Internet, em contradição com os padrões internacionais sobre liberdade de expressão. O Relator explicou que “o Estado pode punir – através do direito penal – expressões que possam estar protegidas pelo direito à liberdade de expressão e até mesmo suprimir conteúdos, concedendo ao Estado o poder de bloquear sites da Internet e revogar as licenças de “meios audiovisuais”.
Segundo advogados, ativistas de direitos humanos e deputados, o objectivo da lei é penalizar os cidadãos que se rebelam contra o governo e alguns apontam que a Assembleia Constituinte não tem o poder de ditar leis e que as sanções se baseiam em conceitos jurídicos indeterminados como o ódio, que facilitam a aplicação discricionária de sanções.
A Assembleia Nacional declarou nula e sem efeito a Lei contra o Ódio, estabelecendo que a lei viola os artigos 49, 51, 57, 58, 62, 68 e 202 da Constituição; artigos 6, 11, 18, 19, 20 e 21 da Declaração Universal dos Direitos Humanos e artigos 18 e 19 do Pacto Internacional sobre Direitos Civis e Políticos, e que além de estar viciado por incompetência, a sua aplicação viola as garantias fundamentais do Estado de direito e “pretende aniquilar os valores democráticos de uma vez por todas”.
O deputado Biagio Pilieri abriu o debate e apresentou o projeto de texto em que foi declarada a nulidade da lei, afirmando que “é inconstitucional, ilegítima e ilegal desde a sua origem, pela técnica como foi aprovada e também pela sua forma e substância " e que "usurpa as funções legítimas da Assembleia Nacional", indicando ainda que o regulamento visa penalizar a dissidência política, classificando-a como crime, impondo sanções penais, administrativas e fiscais "em flagrante violação do direito ao devido processo e presunção de inocência." Os deputados que participaram no debate expressaram que a lei estabelece restrições à liberdade pessoal, promove a autocensura e a censura por parte dos órgãos do Estado "suprimindo os poucos espaços que os cidadãos têm para debater assuntos de interesse colectivo e inibindo a possibilidade de fazer reclamações de qualquer natureza.”
Os críticos também notaram a falta de aplicação da lei contra funcionários do governo.